# Joanne Froggatt
 (février 2024).
Si vous disposez d'ouvrages ou d'articles de référence ou si vous connaissez des sites web de qualité traitant du thème abordé ici, merci de compléter l'article en donnant les références utiles à sa vérifiabilité et en les liant à la section « Notes et références ».
Joanne Froggatt, née le 23 août 1980 à Littlebeck dans le Yorkshire du Nord, est une actrice britannique.

## Biographie
Née dans le nord du Yorkshire, Joanne Froggat quitte son domicile familial à l'âge de 13 ans, pour aller jouer au théâtre. Elle passe son enfance à Scarborough. Elle a un frère, Daniel.

### Vie privée
Elle a été mariée au rugbyman James Cannon de 2012 à 2020.

### Carrière
En 1996, elle décroche son premier rôle dans la série The Bill diffusée sur la chaîne ITV, où elle joue une adolescente prostituée. Ne sachant pas si elle va pouvoir devenir actrice, elle obtient un emploi de caissière à Scarborough dans le magasin WHSmiths (une librairie anglaise), avant de décrocher le rôle d'une adolescente enceinte dans Coronation Street (1997 - 1999). Embauchée pour onze épisodes, elle travaillera un an sur le tournage.
En 2002, elle fait ses premiers pas au cinéma dans le film Miranda de Marc Munden avec Christina Ricci, John Simm et Kyle MacLachlan. Après cela, on la retrouve à la télévision dans des séries telles que : Red Cap : Police militaire, Island at War, Life on Mars, See No Evil : The Moors Murders, ou encore The Street.
En 2009, elle obtient le rôle de Kate dans la 3e saison de la série télévisée Robin des Bois. Elle a également participé à la mini-série Moving On.
À partir de 2010, l'actrice joue dans la série télévisée Downton Abbey, jusqu'en 2015. Elle reprend son rôle pour deux films sortis en 2019 et 2022.
En 2013, elle tourne avec James McAvoy, Jamie Bell et Imogen Poots dans Ordure ! et elle retrouve Eddie Marsan dans Une belle fin d'Uberto Pasolini. L'année suivante, on la retrouve au casting de The Secrets.
En 2015, elle prête sa voix à la série d'animation Bob le bricoleur (jusqu'en 2018). L'année d'après elle est présente au cinéma dans les films Un chat pour la vie et Starfish.
En 2017, elle décroche l'un des rôles principaux de la série Liar : la nuit du mensonge, dont la deuxième saison est diffusée début 2020. Puis on la retrouve aux côtés d'Elle Fanning dans Mary Shelley d'Haifaa al-Mansour en 2018.

## Filmographie

### Cinéma
- 2002 : Miranda de Marc Munden : Jacquie
- 2009 : Echoes (court métrage) de Rob Brown : Anya
- 2010 : In Our Name de Brian Welsh : Suzy
- 2012 : You Want Me to Kill Him? (Uwantme2killhim?) d'Andrew Douglas : Sarah
- 2013 : Ordure ! (Filth) de Jon S. Baird : Mary
- 2013 : Une belle fin (Still life) d'Uberto Pasolini : Kelly Stoke
- 2016 : Un chat pour la vie (A Street Cat Named Bob) de Roger Spottiswoode : Val
- 2016 : Starfish de Bill Clark : Nicola Ray
- 2018 : Mary Shelley d'Haifaa al-Mansour : Mary Jane Clairmont
- 2018 : A Crooked Somebody de Trevor White : Chelsea Mills
- 2018 : One Last Thing de Tim Rouhana : Jaime
- 2019 : Downton Abbey de Michael Engler : Anna Smith Bates
- 2022 : Downton Abbey 2 : Une nouvelle ère de Simon Curtis : Anna Smith Bates
- 2025 : Downton Abbey 3 de Simon Curtis : Anna Smith Bates

### Télévision

#### Séries télévisées
- 1996 : The Bill : Kelly Martin
- 1997 - 1999 : Coronation Street : Zoe Tattersall
- 1999 : Les Condamnées (Bad Girls) : Rachel Hicks
- 1999 : Dinnerladies : Sigourney
- 2000 : Nature Boy : Jenny
- 2000 : Other People's Children : Becky
- 2001 : Inspecteur Frost : Anne
- 2001 : Casualty : Lucy Curry
- 2002 : Nice Guy Eddie : Mandy
- 2002 : Paradise Heights : Julia Sawyer
- 2003 : Red Cap : Police militaire (Red Cap) : Tracy Walters
- 2003 : The Last Detective : Celia / Josie
- 2004 : Island at War : Angelique Mahy
- 2006 : Life on Mars : Ruth Tyler
- 2006 : See No Evil : The Moors Murders : Maureen Smith
- 2006 : The Street : Kerry
- 2006 : Rebus : Gail Maitland
- 2008 : Code 9 (Spooks : Code 9) : Hannah
- 2009 : Moving On : Kellie
- 2009 : Robin des Bois (Robin Hood) : Kate
- 2010 : Identity : Jane Clashaw
- 2010 : The Royle Family : Saskia
- 2010 - 2015 : Downton Abbey : Anna Smith
- 2012 : True Love : Ruth
- 2014 : The Secrets : Lexie
- 2015 - 2018 : Bob le bricoleur (Bob the Builder) : Wendy (voix)
- 2016 : Dark Angel : Mary Ann Cotton
- 2017 - 2020 : Liar : la nuit du mensonge (Liar) : Laura Nielson
- 2019 : The Commons : Eadie Boulay
- 2021 : Angela Black : Angela Black
- 2022 : Last Light : Elena Yeats
- 2025 : MobLand : Jan Da Souza

#### Téléfilms
- 2000 : Lorna Doone de Mike Barker : Lizzie Ridd
- 2002 : The Stretford Wives de Peter Webber : Dawn Richards
- 2003 : Sous haute protection (Danielle Cable : Eyewitness) d'Adrian Shergold : Danielle Cable
- 2006 : Missing de Ian Madden : Sybil Foster
- 2007 : Joanne Lees : Murder in the Outback de Tony Tilse : Joanne Lees

## Distinctions

### Récompenses
- British Independent Film Awards 2010 : meilleur espoir pour In Our Name
- Golden Globes 2015 : meilleure actrice dans un second rôle dans une série, une mini-série ou un téléfilm pour Downton Abbey

### Nomination
- Primetime Emmy Awards 2012 : meilleure actrice dans un second rôle dans une série télévisée dramatique pour Downton Abbey